# تیمیز
تیمیز (به لاتین: Timiș) یک رود در رومانی است که در Romania, Serbia واقع شده‌است.